# Kemari
Kemari (numit și shūkiku) (蹴鞠 けまり／しゅうきく?) este un sport tradițional japonez oarecum asemănător cu fotbalul, care a avut o largă răspândire în erele Nara, Heian și Kamakura în rândul nobililor de la Curtea imperială. Originea sportului nu este foarte clară, dar se pare că își are rădăcinile în sportul chinezesc cuju, fiind introdus în Japonia prin secolul al  VII-lea, în era Asuka.

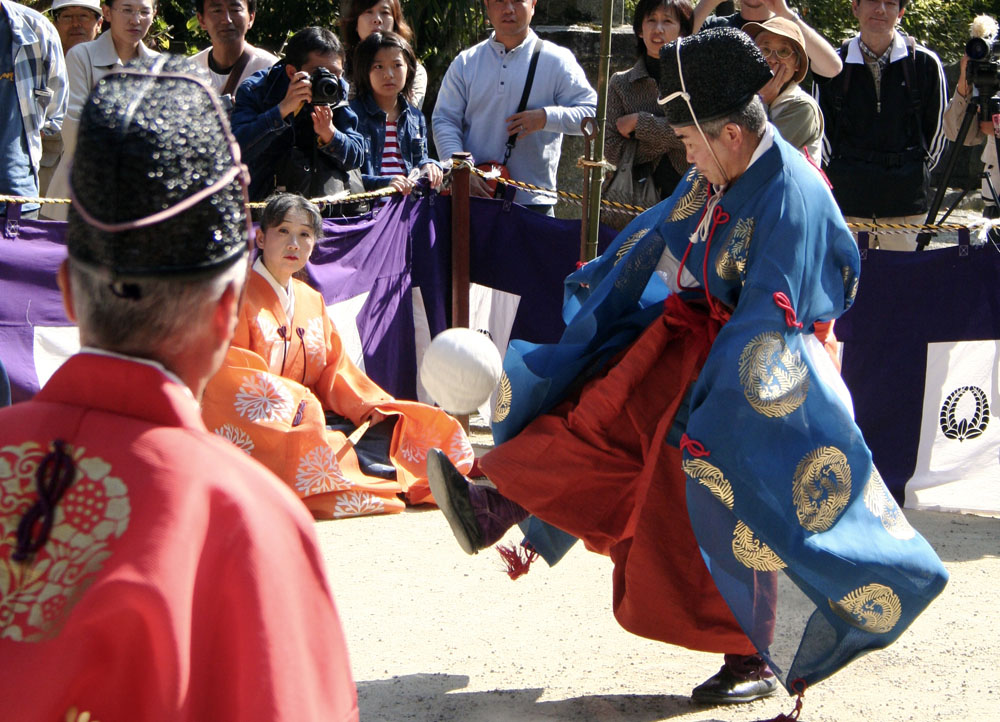
Meci de kemari la templul şintoist Tanzan

Joacă de obicei 8 jucători, care formează un cerc, obiectivul fiind ca mingea să nu fie lăsată să cadă la pământ.
Terenul de joc, numit kakari, este de ca. 6 m², cu cîte un pom plasat în cele patru colțuri (salcie, cireș, pin sau arțar). Jucătorii poartă un costum (numit kariginu) care seamănă cu îmbrăcămintea din era Asuka și bocanci de piele, iar mingea (numită mari) este din piele de căprioară. Cel ce lovește mingea se numește mariashi. 
Astăzi poate fi vizionat ca spectacol pentru vizitatori la unele temple șintoiste.